# Giovanni Battista Doni
Giovanni Battista Doni (Florència v.1593 - 1647) fou un musicòleg i humanista italià, conegut per haver creat el nom de les notes musicals.

## Anys d'estudis
Nascut a Florència, va estudiar grec, retòrica, poesia i filosofia, a les universitats de Florència i Bolonya. Després va ampliar estudis a Roma, on es va interessar per la matemàtica i la jurisprudència. Més tard va viatjar a Bourges (França), on també va estudiar jurisprudència i va entrar en contacte amb els membres de la Biblioteca Cujas.
Durant l'època de la revolució francesa, en què els estudis legals eren considerats la base d'una persona culta, perquè emfatitzava la importància de les primeres lleis romanes per damunt de les pretensions autoritàries dels reis francesos, Doni era posat com a exemple de persona a qui admirar.

## Amb la família Corsini
La seva va ser una època en què els alts càrrecs eclesiàstics practicaven el nepotisme i el seu poder anava més enllà de l'Església, per la qual cosa Doni va procurar la seva proximitat. Els Corsini eren una família florentina molt influent i Doni va tenir relació amb alguns d'ells: amb Neri Corsini (1614-1678), que seria cardenal el 1664 (cal no confondre'l amb Neri Maria Corsini, que també va ser cardenal el 1730, l'any que Lorenzo Corsini va ser nomenat papa amb el nom de Climent XII).
Doni, després de doctorar-se a la universitat de Pisa, fou escollit per acompanyar Neri Corsini a París l'any 1621 on va conèixer Marin Mersenne i altres literats.

## Amb la família Barberini
De retorn a Florència el 1622, Doni va entrar al servei del cardenal Francesco Barberini i es va traslladar amb ell a Roma, on Barberini va ser nomenat degà del col·legi de cardenals. Barberini era el germà gran del cardenal Antonio Barberini i nebot de Maffeo Barberini que seria papa amb el nom d'Urbà VIII. Aquest Barberini va ser company d'estudis de Galileo Galilei i quan aquest fou jutjat el 1633 pel tribunal de la inquisició, va ser un dels tres membres del jurat que es van negar a condemnar-lo.
Doni va fer un viatge amb Barberini el 1625, passant primer per París i després per Madrid, on es va entrevistar com a llegat especial amb el cardenal Richelieu. Doni va aprofitar l'oportunitat que li oferia fer aquests viatges i les estades a l'estranger, per visitar biblioteques i adquirir coneixements sobre la música antiga. Entre altres coses va reconstruir la doble lira, un instrument que, en honor del seu patró va anomenar Lira Barberina o amficord, que els antics grecs anomenaven bàrbiton.

## Òpera a Florència
Giovanni va tornar a Florència vers el 1640, es va casar i va iniciar la seva carrera com a professor a la universitat al mateix temps que continuava les seves investigacions sobre música antiga i teoria musical. L'òpera era un gènere que feia poc s'havia inventat a Florència i Vincenzo Galilei, el pare del famós astrònom Galileo, era una figura fonamental del grup creador que experimentava amb les lleis de l'acústica i l'harmonia. Sota la guia de Doni, el cardenal Barberini es va engrescar a produir una òpera.
La música antiga no tenia un ritme regular, sinó que el ritme venia determinat per la poesia, ja que la música era de tipus recitatiu, per acompanyar versos recitats més que per cantar-los. El 1640, guiats pels estudis de G.B. Doni i J. J. Bouchard, sobre el teatre clàssic en grec i en llatí, van sorgir dos grans projectes, un de pràctic i un altre teòric:
- El 1640 Bouchard va crear les Troades de Sèneca, seguint el consell de Doni, segons el qual la tragèdia en temps antics no s'havia de cantar llevat dels fragments on hi havia mètrica lírica.
- Doni van escriure un llibre sobre teoria de la música teatral, que el seu amic J.J. Bouchard va publicar a París, el Trattato della musica scenica.[3] En aquest tractat introduïa per primera vegada el nom de les notes musicals: do, re, mi fa, sol, que va extreure dels primers versos del poema Ut queant laxis, llevat de la primera ut, que va canviar per la primera síl·laba del seu nom do.[4] (Això no és correcte, ja que Guido d'Arezzo va ser qui va tenir la idea d'utilitzar la primera síl·laba de cada hemisiqui dels tres primers versos de l'Himne a Sant Joan al segle xi, com a sistema mnemotècnic per recordar el so dels graus de l'escala. El que sí que se li atribueix és la possibilitat d'haver proposat substituir "ut" per "do").

Doni va morir set anys després del seu retorn a Florència.

## Obres
Aquests són els títols dels llibres que va escriure:
- Compendio del trattato de' generi et de' modi della musica (1635), en italià.
- Annotazioni sopra il compendio (1640), en italià.
- Trattato della musica scenica (en Lyra Barberina Vol II - Roma 1640), en italià.
- De praestantia musicae veteris (1647), en llatí.
- Lira Barberina publicat el 1763.[5]